# Trädgårdshallen, Göteborg
Trädgårdshallen var en saluhall för växter som låg på Södra Larmgatan framför Sociala Huset. Det invigdes 1912 och byggdes på den plats där tidigare Göta artilleriregementes artilleristallar låg fram till 1902. Huset förstördes i en brand den 11 juli 1966.

## Byggnaden
Byggnaden uppfördes 1912 i Kvarteret 28 Jungfrustigen i stadsdelen Inom vallgraven.

## Bilder

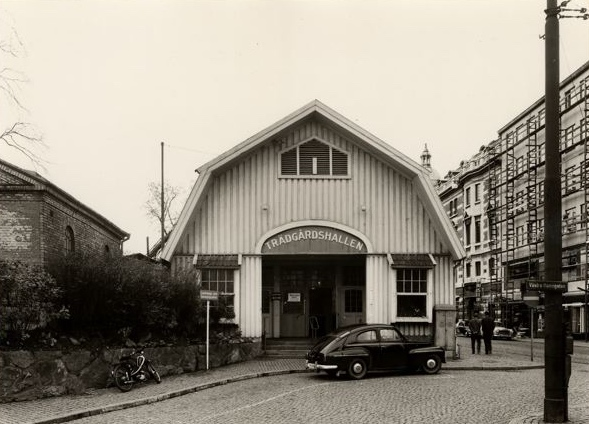
Trädgårdshallen 1964 mot Västra Hamngatan.
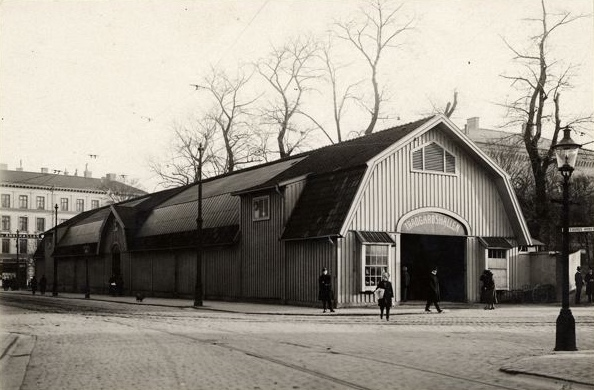
Trädgårdshallen 1922 mot Södra Larmgatan